# Velika Ivanča
Velika Ivanča (izvirno srbsko Велика Иванча) je naselje v Srbiji, ki upravno spada pod Občino Mladenovac; slednja pa je del Mesta Beograd.

## Demografija
V naselju živi 1467 polnoletnih prebivalcev, pri čemer je njihova povprečna starost 43,1 let (42,2 pri moških in 44,0 pri ženskah). Naselje ima 564 gospodinjstev, pri čemer je povprečno število članov na gospodinjstvo 3,18.
To naselje je v glavnem srbsko (glede na popis iz leta 2002), a v času zadnjih treh popisov je opazno zmanjšanje števila prebivalcev.
|  |

| Demografija | Demografija     | Demografija     |
| Leto        | Št. prebivalcev | Št. prebivalcev |
| ----------- | --------------- | --------------- |
|             |                 |                 |
|             |                 |                 |
|             |                 |                 |
|             |                 |                 |
| 1948        | 2896            |                 |
| 1953        | 3053            |                 |
| 1961        | 2874            |                 |
| 1971        | 2443            |                 |
| 1981        | 2223            |                 |
| 1991        | 2073            | 1991            |
| 2002        | 1878            | 1796            |
|             |                 |                 |

| Etnična sestava po popisu iz leta 2002 | Etnična sestava po popisu iz leta 2002 | Etnična sestava po popisu iz leta 2002 | Etnična sestava po popisu iz leta 2002 | Etnična sestava po popisu iz leta 2002 |
| -------------------------------------- | -------------------------------------- | -------------------------------------- | -------------------------------------- | -------------------------------------- |
| Srbi                                   | Srbi                                   |                                        | 1.787                                  | 99,49%                                 |
| Hrvati                                 | Hrvati                                 |                                        | 3                                      | 0,16%                                  |
| Črnogorci                              | Črnogorci                              |                                        | 2                                      | 0,11%                                  |
| Čehi                                   | Čehi                                   |                                        | 1                                      | 0,05%                                  |
| Madžari                                | Madžari                                |                                        | 1                                      | 0,05%                                  |
| Makedonci                              | Makedonci                              |                                        | 1                                      | 0,05%                                  |
| Jugoslovani                            | Jugoslovani                            |                                        | 1                                      | 0,05%                                  |
| Neznano                                | Neznano                                |                                        | 0                                      | 0,0%                                   |